# پاتریک مورو
پاتریک مورو (انگلیسی: Patrick Moreau؛ زادهٔ ۳ نوامبر ۱۹۷۳) بازیکن فوتبال اهل فرانسه است.
از باشگاه‌هایی که در آن بازی کرده‌است می‌توان به باشگاه فوتبال نانسی، باشگاه فوتبال سن-اتین، باشگاه فوتبال باستیا، و باشگاه فوتبال متس اشاره کرد.
وی همچنین در تیم ملی فوتبال زیر ۲۱ سال فرانسه بازی کرده‌است.